# Municipal Futebol Clube
Municipal Futebol Clube é uma agremiação esportiva do bairro de Paquetá, na cidade do Rio de Janeiro, fundada a 13 de junho de 1918. Atualmente disputa o Campeonato Carioca Amador da Capital.

## História
Foi fundado  por Rodolpho Alves, Alfredo Ribeiro dos Santos, Job da Silva Rosa, José Ferreira e João Fernandes Hermidu. A sua sede e o seu campo ficam na Rua Adelaide Alambari, nº 85, no Campo de São Roque e o seu telefone é o 3397-0012.
Possui grande tradição no futebol amador do R.J. e foi o campeão do 1º Torneio de Futebol Amador do Estado da Guanabara. Foi campeão por diversas vezes do antigo Departamento Autônomo, hoje chamado de Campeonato Amador, promovido pela FFERJ.
O seu campo é conhecido como a “Praça de Esportes Alfredo Ribeiro dos Santos”, o popular Alfredo Brasil, como homenagem dos moradores da ilha a esse antigo benemérito que durante muitos anos chefiou o Departamento de Conservação de Paquetá.
O primeiro time do Municipal F. C. tinha a seguinte formação: José Ferreira, João Fernandes Hermidu, e Minas “crioulo”, Dipasso, Roque e Reginaldo, Alfredo, Moleque, Antonio Guimarães, José “das Águas” e Pituca.
As cores de seu pavilhão são vermelha e branca. O escudo é idêntico ao do América. Sua sede e campo ficam na ilha de Paquetá, bucólico e aprazível bairro carioca.

## Títulos
- 1965 - Departamento Autônomo - Campeão de Aspirantes (Série Eudomílio Aleluia de Almeida)
- 1967 - Departamento Autônomo - Campeão de Adultos (Série Deputado Jamil Amilden)
- 1968 - Departamento Autônomo - Vice-campeão de Adultos (Série Deputado Vitorino James)
- 1972 - Departamento Autônomo - Vice-campeão de Juvenil (Divisão Especial)
- 1972 - Campeão da III Taça Guanabara de Futebol Amador;
- 1977 - Departamento Autônomo - Campeão de Juvenil (Grupo "B")
- 1996 - Departamento Autônomo - Campeão de Adultos
- 1997 - Departamento Autônomo - Vice-campeão de Juniores

## Fonte
- VIANA, Eduardo. Implantação do futebol Profissional no Estado do Rio de Janeiro. Rio de Janeiro: Editora Cátedra, s/d.